# Cleome rosea
Cleome rosea är en paradisblomsterväxtart som beskrevs av Vahl och Dc.. Cleome rosea ingår i släktet paradisblomstersläktet, och familjen paradisblomsterväxter. Inga underarter finns listade i Catalogue of Life.